# St.-Clemens-Hospital
Das St.-Clemens-Hospital, auch als Altes Spital bezeichnet, war ein Krankenhaus in Eisenach.

## Geschichte
Die ursprüngliche Hospitalanlage wird am westlichen Ende der Katharinenkirche auf einer Anhöhe beim Dorf Stieg vermutet. Das verlegte Hospital befand sich bis zum Bau der Langensalzaer Straße neben der Clemenskapelle, welche zu diesem Hospital zugehörig war.
Dem Chronisten Rothe zufolge soll Landgraf Hermann I. (1190–1217) gelegentlich der Gründung des Katharinenklosters im Jahr 1214 das nahe gelegene Alte Spital vor das Nikolaitor „an den Steinweg“ verlegt haben. Da das Siechenhaus ursprünglich „in ziemlicher Entfernung von der Stadt“ erbaut worden ist, schließt Storch hinsichtlich der Entstehung auf die Zeit der Kreuzzüge. Als Aussätzigenhaus ist es am „Steinweg“ für das Jahr 1295 bezeugt. Für das Jahr 1713 bezeichnet Schumacher das Hospital St. Clemens als derart baufällig, dass eine größere „Reparatur“ notwendig war. Anschließend erhielten Bürger beiderlei Geschlechts hier Domizil und Verpflegung. Bald nach 1815 wurden wiederum nur Personen männlichen Geschlechts aufgenommen. Die Zahl der „Pfründner“ ist auf 10 Personen festgesetzt worden, mit einem Hausvater und einer Magd. 1885 werden alle Insassen von St. Clemens umgesiedelt – allerdings nur für kurze Zeit in das gerade frei gewordene St. Spiritus-Spital. Im Clemensspital wurde eine Männerabteilung von St. Annen eingerichtet, wie es eine Zeichnung aus dem Jahre 1889 überliefert. Der nach der mutwilligen Zerstörung im Gefolge der Kriegsereignisse von 1813 erforderlich gewordene Neubau von 1815, wiederum erneuert 1886, musste im Zuge der neuen Bahnlinien- und Straßenführung um 1904 beseitigt werden.
Von all diesen Geschehnissen blieb die zum Clemensspital gehörende kleine Kapelle nicht unberührt. Nicht immer wurde sie ihrer Bestimmung gemäß für den Gottesdienst genutzt, war sie im 18. und 19. Jahrhundert doch vorwiegend der Holzschuppen für das Männersiechen. Beim Rückzug der Franzosen 1813 durch Eisenach erlitt sie erhebliche Beschädigungen, und es ist der Leitung des St. Annenhospitals und dem Geheimrat Thon, dem „Commisair des Armenwesens“, zu danken, dass die Kapelle für gottesdienstliche Handlungen wieder instand gesetzt wurde. Ähnlich wie das Schwesterkirchlein St. Spiritus war auch die Clemenskapelle mit einem kleinen Kirchhof versehen.